# Карло Ліццані
Карло Ліццані (італ. Carlo Lizzani; 3 квітня 1922, Рим — 5 жовтня 2013, Рим) — італійський кінорежисер, сценарист і кінокритик.

## Біографія
Карло Ліццані народився в Римі 3 квітня 1922 року. Свій перший документальний фільм На Півдні щось змінилося зняв у 1950 році.
На наступний рік режисер випустив свою першу художню стрічку Обережно! Бандити!. Широку популярність здобув після виходу драми Повість про бідних закоханих (1954). Славу йому принесли фільми, які він зняв в кримінальному жанрі: Процес у Вероні (1963), «Бандити в Мілані» (1968), Божевільний Джо (1973), Муссоліні, останній акт (1975).
У період перебудови в СРСР зняв фільм Дорогий Горбачов (1988), який отримав широкий громадський резонанс після того, як був представлений на Венеційському кінофестивалі.
Карло Лідзані помер 5 жовтня 2013 року на 92-му році життя, покінчивши життя самогубством. Він викинувся з вікна четвертого поверху своєї квартири в Римі.

## Фільмографія
- 1968 : Бандити в Мілані / (Banditi a Milano)